# 須高農業協同組合
須高農業協同組合（すこうのうぎょうきょうどうくみあい）は、長野県須坂市に本部を置いていた農業協同組合。通称JA須高。
2016年（平成28年）にながの農業協同組合と合併し、消滅した。

## 当時の組合員数
- 9,591人（平成25年2月28日現在）

## 廃止時点の所管区域
- 須坂市
- 上高井郡
  - 小布施町
  - 高山村

## 沿革
- 1989年（平成元年）3月1日 - 須坂市農協・井上農協・須坂市東農協・高山農協・小布施農協が合併して発足。
- 2016年（平成28年）9月1日 - ながの農協、須高農協、志賀高原農協、北信州みゆき農協、ちくま農協が合併し、ながの農業協同組合が発足。

## 主な産物
主な産物は、ぶどう・りんご・もも・えのき・ほんしめじ」など、果実からきのこ類まで幅広い。

## 廃止時点の購買店舗
- エーコープ すこう店（須坂市）